# Selection Project
Selection Project là bộ anime truyền hình được sản xuất bởi Doga Kobo và là một phần thuộc dự án Idol x Audition x Reality Show của  Kadokawa. Anime được phát sóng vào ngày 1 tháng 10 năm 2021.

## Nội dung
SELECTION PROJECT là một chương trình truyền hình thực tế tuyển chọn idol, diễn ra vào mùa hè, tại đây các thí sinh tham vọng đến từ khắp các khu vực trên Nhật Bản cạnh tranh nhau để giành được quyền tham dự vòng chính thức. Đây là con đường dẫn tới thành công lớn nhất cho những thiếu nữ ấp ủ ước mơ trở thành idol. Trong mùa thứ bảy của chương trình ghi nhận tổng số người tham dự cao nhất từ trước đến nay, chín cô gái đã xuất sắc được lựa chọn từ hàng nghìn ứng viên để tiếp tục cạnh tranh trong vòng chính thức. Trong số đó có Miyama Suzune vừa mới hồi phục sau khi nhập viện, là người chiến thắng khu vực Bắc Kanto sau sự rời đi của Kurusu Seira. Suzune gặp vấn đề về tim từ lúc nhỏ và hay nghe bài hát của Amasawa Akari trong phòng bệnh. Nó đã giúp cô có được niềm hạnh phúc, là nguồn động lực khích lệ cổ vũ tinh thần Suzune, cô ước mơ được đứng trên sân khấu cùng với khao khát được hát và hát những ca khúc yêu thích. Và Hananoi Rena, người đứng đầu khu vực Nam Kanto, em gái của người chiến thắng mùa đầu tiên, thần tượng huyền thoại Amasawa Akari, người đã qua đời ba năm trước trong một tai nạn thương tâm. Cùng bảy cô gái tài năng khác họ đã đối mặt với những thử thách chông gai đầy nhiệt huyết để biến ước mơ thành hiện thực.

## Nhân vật
Miyama Suzune (美山鈴音)
Lồng tiếng bởi: Yano Hinaki
Một cô gái 14 tuổi với tính cách năng động và lạc quan xuất thân từ tỉnh Saitama. Ứng cử viên đại diện cho khu vực Bắc Kanto. Cô dành phần lớn tuổi thơ của mình tại phòng bệnh do được ghi nhận có thể lực kém kể từ khi chào đời. Trong những ngày nằm viện, Suzune có cơ hội biết đến nữ thần tượng huyền thoại Amasawa Akari và đặt mục tiêu trở thành thần tượng trong tương lai.
Hananoi Rena (花野井玲那)
Lồng tiếng bởi: Mizuno Saku
Một cô gái 14 tuổi đến từ Tokyo. Ứng cử viên đại diện cho khu vực Nam Kanto. Là em gái của Amasawa Akari, cô nuôi dưỡng ước mơ trở thành thần tượng ngay từ khi còn nhỏ. Vì là một người luôn phấn đấu vì mọi thứ, tính cách của cô có phần nghiêm khắc.
Hamaguri Hiromi (濱栗広海)
Lồng tiếng bởi: Nagumo Nozomi
Đến từ tỉnh Osaka. Ứng cử viên 16 tuổi đại diện cho khu vực Kinki. Do ảnh hưởng từ hai người anh trai, Hiromi có thiên hướng ghét bị thua cuộc.
Imau Nagisa (今鵜凪咲)
Lồng tiếng bởi: Arai Ruri
Đến từ tỉnh Kochi. Ứng cử viên 15 tuổi đại diện cho khu vực Shikoku.
Yagi Nodoka (八木野土香)
Lồng tiếng bởi: Yōmiya Hina
Một cô gái 14 tuổi đến từ Hokkaido. Ứng cử viên đại diện cho khu vực Hokkaido.
Yodogawa Ao (淀川逢生)
Lồng tiếng bởi: Iwahashi Yuka
Đến từ tỉnh Hiroshima. Ứng cử viên 13 tuổi đại diện cho khu vực Chūgoku.
Koizumi Uta (小泉詩)
Lồng tiếng bởi: Shirakawa Mizuna
Đến từ tỉnh Miyagi. Ứng cử viên 11 tuổi đại diện cho khu vực Tōhoku.
Yamaga Shiori (山鹿栞)
Lồng tiếng bởi: Hanai Miharu
Đến từ tỉnh Aichi. Ứng cử viên 14 tuổi đại diện cho khu vực Chūbu.
Tōma Mako (当麻まこ)
Lồng tiếng bởi: Shimoji Shino
Đến từ tỉnh Fukuoka. Ứng cử viên 17 tuổi đại diện cho khu vực Kyushu-Okinawa.
Kurusu Seira (来栖セイラ)
Lồng tiếng bởi: Ōnishi Saori
Một cô gái 15 tuổi đến từ tỉnh Gunma. Ứng cử viên đại diện cho khu vực Bắc Kanto. Cô là người bạn thường chơi thân với Suzune lúc nhỏ. Vì mẹ cô là một công dân Mỹ, Seira thừa hưởng đến hai dòng máu.
Sumipanda (スミパンダ)
Lồng tiếng bởi: Ono Daisuke
Người dẫn chương trình của Selection Project.
Amasawa Akari (天沢灯)
Lồng tiếng bởi: Saori Hayami
Nữ thần tượng huyền thoại chiến thắng mùa đầu tiên của Selection Project. Cô qua đời khoảng ba năm trước câu chuyện hiện tại.

## Truyền thông

### Manga
Trước khi phát sóng, một phiên bản manga sáng tác dựa trên anime do Azuma Kōji vẽ, được đăng tải trên tạp chí manga Manga UP! của Square Enix từ ngày 11 tháng 7 năm 2021. Tính đến tháng 4 năm 2022, có hai tập manga đã được xuất bản.
| # | Ngày phát hành Tiếng Nhật | ISBN Tiếng Nhật   |
| - | ------------------------- | ----------------- |
| 1 | 22 tháng 9, 2021          | 978-4-75-757485-4 |
| 2 | 7 tháng 4, 2022           | 978-4-75-757796-1 |

### Anime
Bộ anime lần đầu được Kadokawa công bố lần vào ngày 4 tháng 12 năm 2020. Selection Project được sản xuất bởi studio Doga Kobo dưới sự chỉ đạo của Hiramaki Daisuke, Takahashi Yūya phụ trách viết kịch bản, Hirayama Kanna thiết kế nhân vật và Iga Takurō đảm nhiệm soạn phần nhạc nền. Nhóm 9-tie (phát âm là "cutie") gồm các diễn viên lồng tiếng cho 9 nhân vật chính, trình bày ca khúc mở đầu "Glorious Days." 9-tie cũng thể hiện bài hát kết thúc "Only one yell".
Anime được phát sóng từ ngày 1 tháng 10 năm 2021 trên các kênh AT-X, Tokyo MX, KBS Kyoto, SUN, TVA, và BS11. Funimation công chiếu anime bên ngoài châu Á. Muse Communication phát hành anime tại khu vực Nam Á và Đông Nam Á với phụ đề tiếng Việt được đăng tải trên kênh YouTube Muse Việt Nam.

#### Danh sách tập phim
| Số tập | Tên | Đạo diễn                                          | Biên kịch      | Ngày phát sóng    |
| ------ | --- | ------------------------------------------------- | -------------- | ----------------- |
| 1      | "Tiếng hét vọng độc nhất" (Only one yell)                                                                               | Hiramaki Daisuke                                  | Takahashi Yūya | 1 tháng 10, 2021  |
| 2      | "Các thiếu nữ khởi hành đến ngày mai" "Ashita e tabidatsu shōjo-tachi" (明日へ旅立つ少女たち)                           | Haraguchi Hiroshi                                 | Takahashi Yūya | 8 tháng 10, 2021  |
| 3      | "Nếu như khúc ca biến mất khỏi thế giới này" "Moshi kono sekai kara uta ga kietara" (もしこの世界から 歌が消えたら)     | Uchinuma Natsumi                                  | Takahashi Yūya | 15 tháng 10, 2021 |
| 4      | "Vội vã, va chạm, va đập" "Rasshu! Kurasshu! Supurasshu! (Rush! Crash! Splash!)" (ラッシュ！クラッシュ！スプラッシュ！) | Nogimori Tatsuya                                  | Takahashi Yūya | 22 tháng 10, 2021 |
| 5      | "Những kẻ rắc rối hoan hỉ" "Uchōten toraburu mēkā (Uchōten trouble maker)" (有頂天トラブルメーカー)                     | Kanari Akira                                      | Takahashi Yūya | 29 tháng 10, 2021 |
| 6      | "Điều trong tim không ai hay biết" "Daremoshiranai mune no uchi" (誰も知らない胸の内)                                   | Takahashi Masanori                                | Takahashi Yūya | 5 tháng 11, 2021  |
| 7      | "Suy nghĩ thuần khiến nhất chính là màu xanh" "Mukidashi no Omoi wa Burū" (むき出しの想いはブルー)                      | Haraguchi Hiroshi                                 | Takahashi Yūya | 12 tháng 11, 2021 |
| 8      | "Âm sắc thật sự trong phim" "Kokoro no Hontō no Neiro" (心の本当の音色)                                                 | Nokimori Tatsuya                                  | Takahashi Yūya | 19 tháng 11, 2021 |
| 9      | "Vỏ ốc trong tôi" "Kaigara no Naka no Watashi" (貝殻の中の私)                                                           | Uchinomiya Kōki                                   | Takahashi Yūya | 26 tháng 11, 2021 |
| 10     | "Tớ chỉ muốn cất tiếng hát" "Tada Utaitakute" (ただ 歌いたくて)                                                         | Sung Min Kim                                      | Takahashi Yūya | 3 tháng 12, 2021  |
| 11     | "Dần dần, từng chút một" "Sukoshi da kedo Sukoshizutsu" (少しだけど 少しずつ)                                           | Uchinuma Natsumi                                  | Takahashi Yūya | 10 tháng 12, 2021 |
| 12     | "Những tâm tư muốn gửi đến cậu" "Anata ni Todoketai Omoi" (あなたに届けたい想い)                                        | Haraguchi Hiroshi, Sung Min Kim, Hiramaki Daisuke | Takahashi Yūya | 17 tháng 12, 2021 |
| 13     | "Tháng ngày rực rỡ của chúng ta" (Our Glorious Days)                                                                    | Hiramaki Daisuke, Sung Min Kim                    | Takahashi Yūya | 24 tháng 12, 2021 |